# Portland Trail Blazers 1990-1991
La stagione 1990-91 dei Portland Trail Blazers fu la 21ª nella NBA per la franchigia.
I Portland Trail Blazers vinsero la Pacific Division della Western Conference con un record di 63-19. Nei play-off vinsero il primo turno con i Seattle SuperSonics (3-2), la semifinale di conference con gli Utah Jazz (4-1), perdendo poi la finale di conference con i Los Angeles Lakers (4-2).

## Roster
| N° | Naz.                   | Ruolo | Sportivo          | Anno | Alt. | Peso |
| -- | ---------------------- | ----- | ----------------- | ---- | ---- | ---- |
| 00 | Stati Uniti (bandiera) | C     | Kevin Duckworth   | 1964 | 213  | 125  |
| 2  | Stati Uniti (bandiera) | AC    | Mark Bryant       | 1965 | 206  | 111  |
| 3  | Stati Uniti (bandiera) | AC    | Clifford Robinson | 1966 | 208  | 102  |
| 6  | Stati Uniti (bandiera) | GA    | Walter Davis      | 1954 | 198  | 88   |
| 9  | Stati Uniti (bandiera) | G     | Danny Ainge       | 1959 | 193  | 79   |
| 21 | Stati Uniti (bandiera) | G     | Danny Young       | 1962 | 191  | 79   |
| 22 | Stati Uniti (bandiera) | GA    | Clyde Drexler     | 1962 | 201  | 95   |
| 25 | Stati Uniti (bandiera) | A     | Jerome Kersey     | 1962 | 201  | 98   |
| 30 | Stati Uniti (bandiera) | G     | Terry Porter      | 1963 | 191  | 88   |
| 31 | Egitto (bandiera)      | AC    | Alaa Abdelnaby    | 1968 | 208  | 109  |
| 42 | Stati Uniti (bandiera) | AC    | Wayne Cooper      | 1956 | 208  | 100  |
| 44 | Jugoslavia (bandiera)  | G     | Dražen Petrović   | 1964 | 196  | 88   |
| 52 | Stati Uniti (bandiera) | AC    | Buck Williams     | 1960 | 203  | 98   |

## Staff tecnico
- Allenatore: Rick Adelman
- Vice-allenatori: Jack Schalow, John Wetzel